# Sion Mills
Sion Mills är en ort i Storbritannien.   Den ligger i distriktet Derry City and Strabane och riksdelen Nordirland, i den västra delen av landet, 600 km nordväst om huvudstaden London. Sion Mills ligger 30 meter över havet och antalet invånare är 2 212.
Terrängen runt Sion Mills är huvudsakligen platt, men österut är den kuperad. Runt Sion Mills är det ganska glesbefolkat, med 32 invånare per kvadratkilometer. Närmaste större samhälle är Strabane, 4,0 km norr om Sion Mills. Trakten runt Sion Mills består i huvudsak av gräsmarker.